# Simon Mayr (Eishockeyspieler)
Simon Mayr (* 12. März 1995 in Weilheim, Deutschland) ist ein deutscher Eishockeyspieler, der seit April 2024 beim EC Peiting in der Oberliga Süd auf der Position des Verteidigers spielt.

## Karriere
Simon Mayr stand in der Saison 2010/11 für die U18-Mannschaft des SC Riessersee auf dem Eis. Dort kam er jedoch nur zu vier Einsätzen, worauf er zur Folgesaison zur U18-Mannschaft des EC Bad Tölz, welche ebenfalls an der DNL teilnahm, wechselte. Dort konnte er in seiner ersten Saison in 34 Spielen 11 Scorerpunkte (fünf Tore, sechs Assists) erzielen, in der folgenden in gleich vielen Spielen sogar noch zwei mehr (je ein Tor und ein Assist). In der Saison 2012/13 wurde der Linksschütze außer in der U18-Formation auch in einem Spiel in der zweiten Seniorenmannschaft eingesetzt, welche in der fünftklassigen Landesliga Bayern spielten. In der Saison 2013/14 stand Mayr weitere 33 Mal für die DNL-Mannschaft des EC Bad Tölz auf dem Eis und konnte mit fünf Toren und acht Assists 13 Scorerpunkte verbuchen. 
Vor der Saison 2014/15 erhielt Mayr die Möglichkeit, zusammen mit Florian Kraus an der Vorbereitung des DEL2-Team des SC Riessersee teilzunehmen. Nach der Vorbereitung erhielt Mayr einen Platz im Profikader des SCR. In der Saison 2015/16 war zudem mit einer Förderlizenz für den EV Landshut aus der Eishockey-Oberliga ausgestattet. In der Saison 2018/19 stand Mayr für die Bayreuth Tigers auf dem Eis und stellte mit 26 Punkten einen persönlichen Bestwert auf. Zur Saison 2019/20 wechselte er zum ESV Kaufbeuren. Im November 2019 wurde er an den SC Riessersee ausgeliehen und wechselte vor der Saison 2020/21 fest zu seinem Heimatverein.

### International
Für Deutschland nahm Mayr an der U17-World-Hockey-Challenge 2012 teil.

## Karrierestatistik
(Legende zur Spielerstatistik: Sp oder GP = absolvierte Spiele; T oder G = erzielte Tore; V oder A = erzielte Assists; Pkt oder Pts = erzielte Scorerpunkte; SM oder PIM = erhaltene Strafminuten; +/− = Plus/Minus-Bilanz; PP = erzielte Überzahltore; SH = erzielte Unterzahltore; GW = erzielte Siegtore; 1 Play-downs/Relegation; Kursiv: Statistik nicht vollständig)